# Phaustin Baha Sulle
Phaustin Baha Sulle (né le 30 mai 1982 à Arusha) est un athlète tanzanien, spécialiste des courses de fond.

## Biographie
Il remporte la médaille d'argent des Championnats du monde de semi-marathon 2000 à Veracruz au Mexique, derrière le Kényan Paul Tergat, dans le temps de 1 h 3 min 48 s. L'année suivante, il remporte la médaille de bronze par équipes en compagnie de ses compatriotes John Yuda et Benedict Ako.
En 1999, il remporte le Semi-marathon de Lille, le Semi-marathon de Paris et la Course Marseille-Cassis.

### Palmarès
| Date | Compétition                            | Lieu     | Résultat | Performance |
| ---- | -------------------------------------- | -------- | -------- | ----------- |
| 2000 | Championnats du monde de semi-marathon | Veracruz | 2e       | Individuel  |
| 2001 | Championnats du monde de semi-marathon | Bristol  | 3e       | Par équipes |

### Records
| Épreuve       | Performance    | Lieu     | Date          |
| ------------- | -------------- | -------- | ------------- |
| Semi-marathon | 1 h 0 min 5 s  | Malmö    | 12 juin 2000  |
| Marathon      | 2 h 10 min 8 s | Karstadt | 25 avril 2004 |